# Warren Tchimbembé
Warren Christopher Paul Roger Tchimbembé (* 21. April 1998 in Gonesse) ist ein französisch-kongolesischer Fußballspieler.

## Verein
Über diverse Amateurvereine wechselte Tchimbembé 2015 in die Jugendabteilung des ES Troyes AC, spielt dort später für die Reservemannschaft und von 2018 bis 20120 für die Profis in der Ligue 2. Dann folgte der Wechsel zum Erstligisten FC Metz, wo er nur unregelmäßig zum Einsatz kam und von dort 2022 an den spanischen Verein CD Mirandés sowie EA Guingamp verliehen wurde. Anschließend kehrte er nach Metz zurück, wo sein Vertrag im Jahr 2024 auslief. Seither ist er vereinslos.

## Nationalmannschaft
Am 9. Oktober 2021 debütierte der 1,80 Meter große Stürmer in der WM-Qualifikation gegen Togo für die kongolesische A-Nationalmannschaft. Beim 1:1-Unentschieden im Stade de Kégué von Lomé stand er bis zur 55. Minute auf dem Spielfeld und wurde für Durel Avounou ausgewechselt.